# Các vụ giết người tại Indonesia 1965–1966
Các cuộc thảm sát và bất ổn dân sự ở Indonesia từ năm 1965 đến 1966 nhằm vào các thành viên và những người ủng hộ Đảng Cộng sản Indonesia (PKI), cũng như các nhóm khác như phụ nữ Gerwani (Phong trào Phụ nữ Indonesia), công đoàn, người Java Abangan, người Hoa, người vô thần, những người bị gọi là "kẻ không tin", và những người bị cáo buộc là theo cánh tả. Ước tính cho thấy ít nhất 500.000 đến 1,2 triệu người đã bị giết, với một số ước tính lên tới hai đến ba triệu người. Những sự kiện này đôi khi được mô tả như là diệt chủng  hoặc thanh lọc chính trị  và được kích động bởi Quân đội Indonesia dưới sự lãnh đạo của Suharto. Nghiên cứu và các tài liệu giải mật cho thấy các nhà chức trách Indonesia nhận được sự hỗ trợ từ các quốc gia nước ngoài, bao gồm Hoa Kỳ và Vương quốc Anh.
Các vụ giết người bắt đầu như là một cuộc thanh trừng chống cộng sau một cuộc đảo chính gây tranh cãi bởi Phong trào 30 tháng 9, đánh dấu một sự kiện then chốt trong quá trình chuyển đổi sang "Trật tự Mới" của Suharto và loại bỏ Đảng Cộng sản Indonesia như một lực lượng chính trị. Giai đoạn này cũng ảnh hưởng đáng kể đến động thái của Chiến tranh Lạnh toàn cầu. Những biến động dẫn đến sự sụp đổ của Tổng thống Sukarno và sự bắt đầu của chế độ độc tài kéo dài ba thập kỷ của Suharto.
Những mối hận thù cộng đồng âm ỉ đã được Quân đội Indonesia kích động, nhanh chóng đổ lỗi cho Đảng Cộng sản Indonesia về cuộc đảo chính. Ngoài ra, các cơ quan tình báo từ Hoa Kỳ, Vương quốc Anh và Úc đã tham gia vào các chiến dịch tuyên truyền đen chống lại cộng sản Indonesia. Bối cảnh Chiến tranh Lạnh, với các cường quốc phương Tây nhằm ngăn chặn sự lan rộng của chủ nghĩa cộng sản, đã đóng một vai trò quan trọng trong các sự kiện này.
Các vụ thảm sát bắt đầu vào tháng 10 năm 1965, với bạo lực dữ dội nhất xảy ra ở Trung Java, Đông Java, Bali và Bắc Sumatra. Hơn một triệu người bị nghi ngờ là thành viên Đảng Cộng sản Indonesia và những người bị cáo buộc là ủng hộ cộng sản đã bị giam giữ tại một số thời điểm. Chiến lược chính trị "Nasakom" (Dân tộc, Tôn giáo và Cộng sản) của Sukarno đã sụp đổ, và Quân đội cùng với chính trị Hồi giáo đã loại bỏ Đảng Cộng sản Indonesia, mở đường cho sự trỗi dậy của Suharto.
Mặc dù quy mô của các vụ giết người, chúng phần lớn bị bỏ qua trong sách giáo khoa lịch sử Indonesia và ít được chú ý trong nước và quốc tế. Việc tìm kiếm lời giải thích cho bạo lực đã thử thách các học giả, và khả năng xảy ra những biến động tương tự đã ảnh hưởng đến chính sách bảo thủ và sự kiểm soát của chính quyền Suharto.
Chính phủ Hoa Kỳ và Anh đã xác định rằng cần phải "loại bỏ Sukarno", như được ghi nhận trong một bản ghi nhớ của CIA từ năm 1962. Các liên hệ rộng rãi và sự hỗ trợ đã được cung cấp cho các sĩ quan Quân đội Indonesia chống cộng sản. Các tài liệu giải mật của Hoa Kỳ năm 2017 tiết lộ chi tiết thêm thông tin và sự hỗ trợ của chính phủ Hoa Kỳ đối với các vụ thảm sát, bao gồm cung cấp danh sách các quan chức Đảng Cộng sản Indonesia cho các đội tử thần Indonesia. Một báo cáo tuyệt mật của CIA từ năm 1968 mô tả các vụ thảm sát là một trong những vụ giết người hàng loạt tồi tệ nhất của thế kỷ XX.

## Bối cảnh
Chế độ tổng thống Sukarno dưới thời "Dân chủ có hướng dẫn" dựa nhiều vào một liên minh mong manh được gọi là "Nasakom", cố gắng cân bằng quân đội, các nhóm tôn giáo, và cộng sản. Đảng Cộng sản Indonesia đã phát triển ảnh hưởng và tính hiếu chiến trong những năm đầu và giữa thập niên 1960, gây lo ngại lớn cho người Hồi giáo và quân đội. Là đảng cộng sản lớn thứ ba trên thế giới, Đảng Cộng sản Indonesia có khoảng 300.000 đảng viên và khoảng hai triệu thành viên. Những sáng kiến cải cách đất đai quyết liệt đã khiến các địa chủ lo sợ và đe dọa vị thế của các giáo sĩ Hồi giáo. Sukarno yêu cầu nhân viên chính phủ học các nguyên tắc Nasakom và lý thuyết Marxist, điều này làm gia tăng thêm căng thẳng.
Mối quan hệ thân thiết của Sukarno với các lãnh đạo cộng sản, như Thủ tướng Chu Ân Lai Trung Quốc, đã dẫn đến việc thành lập một lực lượng dân quân cá nhân gọi là Lực lượng Thứ năm, được trang bị vũ khí từ Trung Quốc. Ông công khai ủng hộ các nhóm cách mạng và nhắm tới việc chuyển hướng chính trị Indonesia sang cánh tả, như ông đã tuyên bố tại hội nghị Phong trào Không liên kết ở Cairo vào tháng 10 năm 1964. Quan điểm này đã làm Hoa Kỳ lo ngại, vì họ đã có sự nghi ngờ về sự đồng cảm cộng sản của Sukarno, đặc biệt sau Hội nghị Bandung năm 1955, do ông tổ chức.
Đảng Cộng sản Indonesia đã giành được sự ủng hộ rộng rãi ở Indonesia trong thập niên 1950 nhờ vào sự chính trực và hiệu quả trong việc thực hiện các lời hứa của họ. Các cường quốc phương Tây, đặc biệt là Hoa Kỳ và Vương quốc Anh, đã tìm cách chống lại ảnh hưởng Đảng Cộng sản Indonesia bằng cách khuyến khích Quân đội Indonesia hành động chống lại các phần tử cánh tả. Điều này bao gồm một chiến dịch tuyên truyền ngầm để bôi nhọ danh tiếng của Sukarno và Đảng Cộng sản Indonesia, và cung cấp hỗ trợ quân sự và tài chính cho các lãnh đạo Quân đội chống cộng sản. CIA thậm chí đã cân nhắc việc ám sát Sukarno và cố gắng sản xuất một video khiêu dâm để làm mất uy tín của ông, mặc dù kế hoạch này cuối cùng đã thất bại.

## Ngày 30 tháng 9
Vào tối ngày 30 tháng 9 năm 1965, các phần tử vũ trang được biết đến với tên gọi Phong trào 30 Tháng 9 đã bắt giữ và xử tử sáu vị tướng hàng đầu của quân đội Indonesia. Phong trào này tự xưng là những người bảo vệ Tổng thống Sukarno, tuyên bố rằng họ đang ngăn chặn một cuộc đảo chính tiềm năng của "Hội đồng các tướng lĩnh chống Sukarno" và thân phương Tây.
Sau khi xử tử các vị tướng, phong trào này đã chiếm giữ Quảng trường Merdeka và dinh tổng thống ở Jakarta. Tuy nhiên, Tổng thống Sukarno không ủng hộ phong trào này vì họ đã giết nhiều tướng lĩnh chủ chốt của ông. Sự lãnh đạo yếu kém của phong trào nhanh chóng bộc lộ qua những buổi phát thanh lộn xộn. Họ nhắm tới việc kiểm soát tòa nhà viễn thông chính nhưng lại bỏ qua phía đông của quảng trường, nơi lực lượng dự bị chiến lược của quân đội, Kostrad, đóng quân. Thiếu tướng Suharto, Tư lệnh Kostrad, nhanh chóng tận dụng những điểm yếu của phong trào, giành lại quyền kiểm soát quảng trường mà không gặp phải sự kháng cự.
Sau khi phong trào đầu hàng, lực lượng của phong trào không có hành động tiếp theo, và quân đội Indonesia dần dần giành được ảnh hưởng khi quyền lực Sukarno suy yếu. Chỉ trong vài ngày, Suharto đã kiểm soát chính phủ. Ông triển khai quân đội để giải tán phong trào, mô tả hành động của họ như là một mối đe dọa lớn đối với quốc gia.
Một chiến dịch tuyên truyền quân sự, do Suharto và quân đội lên kế hoạch, bắt đầu vào ngày 5 tháng 10, Ngày Quân lực và ngày lễ tang các tướng lĩnh. Những hình ảnh và mô tả chi tiết về các tướng lĩnh bị tra tấn và sát hại được lan truyền khắp cả nước, gán ghép sai trái các vụ giết người cho Đảng Cộng sản Indonesia. Chiến dịch này hiệu quả trong việc thuyết phục cả công chúng Indonesia và quốc tế rằng Đảng Cộng sản Indonesia đứng sau cuộc đảo chính thất bại. Mặc dù Đảng Cộng sản Indonesia phủ nhận, những căng thẳng và hận thù kéo dài đã bùng phát.
Mặc dù Phong trào 30 Tháng 9 đã giết 12 người, Suharto đã dựng nên một âm mưu toàn quốc để thực hiện cuộc thảm sát hàng loạt. Hàng triệu người liên quan đến Đảng Cộng sản Indonesia, bao gồm cả những nông dân mù chữ từ các ngôi làng hẻo lánh, bị mô tả như là đồng lõa trong phong trào. Benedict Anderson và Ruth McVey, các chuyên gia về Indonesia tại Đại học Cornell, ghi nhận trong tài liệu Cornell rằng chiến dịch chống cộng của Suharto bắt đầu sau khi phong trào đã sụp đổ. Đã có một khoảng thời gian ba tuần không có bạo lực trước khi quân đội bắt đầu các vụ bắt giữ hàng loạt. Mặc dù Sukarno phản đối cuộc thanh trừng, ví nó như "đốt nhà để giết chuột", ông đã bất lực khi Suharto nắm chắc quyền kiểm soát các lực lượng vũ trang.

## Thanh trừng chính trị
Trong những tuần sau cuộc đảo chính thất bại của Phong trào 30 Tháng 9, Quân đội Indonesia, dưới sự lãnh đạo của Tướng Suharto, đã hệ thống hóa việc loại bỏ các lãnh đạo dân sự và quân sự hàng đầu được cho là có cảm tình với Đảng Cộng sản Indonesia. Quốc hội và nội các đã được thanh lọc khỏi những người trung thành với Sukarno, và các cá nhân liên quan đến Đảng Cộng sản Indonesia bị tước bỏ chức vụ. Các thành viên lãnh đạo Đảng Cộng sản Indonesia bị bắt giữ và nhiều người bị hành quyết ngay lập tức. Vào ngày 8 tháng 10, các cuộc biểu tình do quân đội dẫn đầu ở Jakarta đã kết thúc bằng việc đốt cháy trụ sở Đảng Cộng sản Indonesia ở Jakarta. Các nhóm thanh niên chống cộng như Mặt trận Hành động Sinh viên Indonesia (KAMI), Mặt trận Hành động Thanh niên và Sinh viên Indonesia (KAPPI), và Mặt trận Hành động Cựu sinh viên Đại học Indonesia (KASI) được quân đội hỗ trợ đã được thành lập để tiếp tục cuộc thanh lọc.
Những cái chết ban đầu xảy ra trong các cuộc đụng độ giữa quân đội và Đảng Cộng sản Indonesia, bao gồm cả một số đơn vị lực lượng vũ trang và cảnh sát có cảm tình với cộng sản. Đáng chú ý, các phần tử trong Quân đoàn Thủy quân lục chiến, Không quân, và Quân đoàn Cảnh sát Cơ động có thành viên liên kết với Đảng Cộng sản Indonesia. Các lực lượng Suharto, bao gồm Bộ Tư lệnh Dự bị Chiến lược (Kostrad) và các biệt đội dù RPKAD (Trung đoàn Biệt kích Quân đội) do Đại tá Sarwo Edhie Wibowo dẫn đầu, được điều đến Trung Java, một thành trì của Đảng Cộng sản Indonesia. Trong khi đó, các nhân viên quân đội có lòng trung thành không chắc chắn đã bị giải ngũ. Bộ tư lệnh quân khu III/Siliwangi được triển khai để bảo vệ Jakarta và Tây Java, các khu vực ít bị ảnh hưởng bởi các vụ giết người hàng loạt.
Tại Trung Java, những cuộc chiến ban đầu gợi ý rằng Đảng Cộng sản Indonesia có thể thiết lập một chế độ đối lập, nhưng nỗi sợ về một cuộc nội chiến nhanh chóng tan biến khi lực lượng của Suharto giành quyền kiểm soát. Một số chỉ huy nổi dậy, như Tướng Mustafa Supardjo, đã chống cự, nhưng phần lớn đã chọn không chiến đấu khi quân đội Suharto đến. Khi Suharto củng cố quyền lực, lãnh đạo quốc gia Đảng Cộng sản Indonesia bị nhắm tới. Chủ tịch Đảng Cộng sản Indonesia Dipa Aidit chạy trốn đến Trung Java nhưng bị bắt và hành quyết vào ngày 22 tháng 11. Các lãnh đạo cao cấp khác của Đảng Cộng sản Indonesia, bao gồm Lukman Njoto và Muhammad Lukman, cũng bị giết trong khoảng thời gian này. Cuộc thanh lọc này đánh dấu sự khởi đầu sự thống trị của Suharto trong chính trị Indonesia và sự loại bỏ hiệu quả Đảng Cộng sản Indonesia như một lực lượng chính trị.

## Thảm sát
Các cuộc giết chóc bắt đầu vào tháng 10 năm 1965 ở Jakarta nhanh chóng lan rộng đến Trung và Đông Java, Bali, và các phần khác của Indonesia, bao gồm Sumatra. Những cuộc thảm sát này, do quân đội miêu tả những người cộng sản là những kẻ ác, được thúc đẩy bởi những căng thẳng và hận thù cộng đồng sâu sắc. Dân thường, thường được quân đội khuyến khích, tham gia vào bạo lực hàng loạt. Các cuộc thảm sát tồi tệ nhất diễn ra ở Aceh, Bali, Trung Java và Đông Java, nơi có sự ủng hộ mạnh mẽ cho Đảng Cộng sản Indonesia.
Vai trò quân đội khác nhau tùy theo khu vực; ở một số nơi, họ tổ chức, huấn luyện và cung cấp cho dân quân, trong khi ở những nơi khác, họ ủng hộ hoặc dẫn trước các hành động của dân quân tự phát. Các vụ giết chóc thường không bắt đầu cho đến khi quân đội đưa ra sự chấp thuận ngầm hoặc công khai. Trong giai đoạn đầu, các cuộc đụng độ trực tiếp xảy ra giữa quân đội và những người ủng hộ Đảng Cộng sản Indonesia, bao gồm cả các thành viên của lực lượng vũ trang và cảnh sát có cảm tình với cộng sản.
Khi bạo lực lan rộng, các nhóm Hồi giáo chống cộng tham gia vào cuộc thanh lọc, với động cơ muốn làm sạch Indonesia khỏi chủ nghĩa vô thần. Dân thường thường biết rõ ai là cộng sản và những người ủng hộ họ, và quân đội yêu cầu các trưởng làng cung cấp danh sách cộng sản. Đại sứ quán Hoa Kỳ tại Jakarta đã cung cấp cho quân đội Indonesia danh sách những người bị nghi ngờ là cộng sản, hỗ trợ cho cuộc thanh lọc. Mặc dù một số chi nhánh Đảng Cộng sản Indonesia đã cố gắng kháng cự, hầu hết các thành viên và người ủng hộ đều chấp nhận cái chết một cách thụ động.
Nạn nhân không chỉ là các thành viên Đảng Cộng sản Indonesia mà còn bao gồm những người chỉ bị nghi ngờ hoặc bị buộc tội là cộng sản, hoặc những người bị nhắm tới vì thù hằn cá nhân. Các vụ giết chóc phần lớn không cơ giới hóa và mang tính cá nhân cao, sử dụng các phương pháp tàn bạo như đâm, chặt xác, thiến và chặt đầu. Súng ít được sử dụng; thay vào đó, dao, mã tấu và các vũ khí tự chế khác là công cụ bạo lực. Trong một số trường hợp, những kẻ cực đoan Hồi giáo đã treo đầu bị chặt trên cọc, và xác chết thường làm tắc nghẽn các con sông, gây phàn nàn từ các quan chức.
Người Hoa Indonesia cũng bị nhắm tới ở một số khu vực do chủ nghĩa dân tộc bài Hoa và sự gần gũi được cho là Đảng Cộng sản Indonesia đến gần với Trung Quốc. Ở các khu vực có đa số người theo đạo Thiên Chúa như Nusa Tenggara, các giáo sĩ và giáo viên Thiên Chúa giáo đã bị các thanh niên Hồi giáo tấn công. Bạo lực đã để lại những ngôi làng bị bỏ hoang, với nhà cửa của nạn nhân bị cướp bóc và đôi khi bị quân đội chiếm giữ.
Các vụ giết chóc dần dần giảm đi vào tháng 3 năm 1966, hoặc vì không còn nghi phạm hoặc do sự can thiệp từ chính quyền. Đáng chú ý, cư dân Solo đã diễn giải một trận lụt lớn của sông Solo vào tháng 3 năm 1966 như một dấu hiệu huyền bí rằng các vụ giết chóc đã kết thúc. Những đợt bạo lực thỉnh thoảng vẫn xảy ra cho đến năm 1969, nhưng bạo lực quy mô lớn phần lớn đã chấm dứt vào thời điểm đó.

### Java
Ở Java, phần lớn các vụ giết chóc diễn ra theo lòng trung thành với các "aliran" (dòng văn hóa); quân đội khuyến khích "santri" (người Hồi giáo sùng đạo và chính thống hơn) trong số người Java tìm kiếm các thành viên Đảng Cộng sản Indonesia trong số "abangan" (ít chính thống hơn) người Java. Cuộc xung đột nổ ra vào năm 1963 giữa đảng Hồi giáo Nahdlatul Ulama (NU) và Đảng Cộng sản Indonesia đã biến thành các vụ giết chóc trong tuần thứ hai của tháng 10. Nhóm Hồi giáo Muhammadiyah tuyên bố vào đầu tháng 11 năm 1965 rằng việc tiêu diệt "Gestapu/PKI" là một cuộc Thánh chiến ("Gestapu" là tên quân đội đặt cho "Phong trào 30 tháng 9"), một tổ chức được các nhóm Hồi giáo khác ở Java và Sumatra ủng hộ. Đối với nhiều thanh niên, giết cộng sản trở thành một nghĩa vụ tôn giáo.
Ở những nơi có trung tâm cộng sản ở Trung và Đông Java, các nhóm Hồi giáo tự miêu tả mình là nạn nhân của sự xâm lược cộng sản đã biện minh cho các vụ giết chóc bằng cách gợi lại Sự kiện Madiun năm 1948. Sinh viên Công giáo ở khu vực Yogyakarta rời ký túc xá vào ban đêm để tham gia vào việc hành quyết những người cộng sản bị bắt.
Mặc dù các vụ giết chóc đã giảm dần vào đầu năm 1966 ở hầu hết các khu vực trong cả nước, chúng vẫn tiếp tục trong nhiều năm tiếp theo ở một số khu vực Đông Java. Tại Blitar, các hành động du kích được duy trì bởi các thành viên Đảng Cộng sản Indonesia sống sót cho đến khi họ bị đánh bại vào năm 1967 và 1968. Nhà thần bí Mbah Suro, cùng với những người tôn thờ chủ nghĩa thần bí truyền thống của ông pha trộn với chủ nghĩa cộng sản, đã xây dựng một đội quân, nhưng ông và 80 người theo ông đã bị giết trong cuộc kháng chiến chống lại Quân đội Indonesia.

### Bali
Phản ánh sự mở rộng các chia rẽ xã hội trên khắp Indonesia vào những năm 1950 và đầu những năm 1960, đảo Bali chứng kiến xung đột giữa những người ủng hộ hệ thống đẳng cấp truyền thống Bali và những người bác bỏ các giá trị truyền thống này, đặc biệt là Đảng Cộng sản Indonesia. Những người cộng sản bị cáo buộc công khai là làm việc để phá hủy văn hóa, tôn giáo và tính cách hòn đảo, và người Bali, giống như người Java, được kêu gọi tiêu diệt Đảng Cộng sản Indonesia. Công việc chính phủ, quỹ, lợi thế kinh doanh và các phần thưởng khác đã rơi vào tay những người cộng sản trong những năm cuối cùng của nhiệm kỳ tổng thống Sukarno. Các tranh chấp về đất đai và quyền của người thuê dẫn đến việc chiếm đất và giết người khi Đảng Cộng sản Indonesia thúc đẩy "hành động đơn phương".
Là đảo có đa số dân theo đạo Hindu duy nhất ở Indonesia, Bali không có các lực lượng Hồi giáo như ở Java, và những người chủ đất thuộc đẳng cấp cao Đảng Dân tộc Indonesia (PNI) đã khởi xướng việc tiêu diệt các thành viên Đảng Cộng sản Indonesia. Các giáo sĩ Hindu cao cấp kêu gọi sự hy sinh để làm hài lòng các linh hồn tức giận bởi những sự xúc phạm và rối loạn xã hội trong quá khứ. Lãnh đạo Hindu Bali Ida Bagus Oka nói với người Hindu: "Không có gì nghi ngờ rằng kẻ thù cuộc cách mạng của chúng ta cũng là kẻ thù tàn ác nhất của tôn giáo, và phải bị loại bỏ và tiêu diệt tận gốc". Giống như một số khu vực ở Đông Java, Bali đã trải qua một tình trạng gần như nội chiến khi các cộng sản tái tổ chức.
Cán cân quyền lực đã nghiêng về phía chống cộng sản vào tháng 12 năm 1965, khi các nhân viên từ cả Trung đoàn Dù và các đơn vị Quân khu V/Brawijaya đến Bali sau khi đã thực hiện các cuộc giết chóc ở Java. Được lãnh đạo bởi người giải quyết rắc rối chính của Suharto, Sarwo Edhie Wibowo, các chỉ huy quân đội Java đã cho phép các đội Bali giết người cho đến khi bất ổn được kiểm soát. Trái ngược với Trung Java, nơi quân đội khuyến khích người dân giết "Gestapu", sự háo hức giết người ở Bali quá mạnh mẽ và tự phát đến mức, sau khi cung cấp hỗ trợ hậu cần ban đầu, quân đội cuối cùng phải can thiệp để ngăn chặn hỗn loạn. Thống đốc tỉnh Bali do Sukarno lựa chọn, Anak Suteja, bị miễn nhiệm khỏi chức vụ và bị buộc tội chuẩn bị một cuộc nổi dậy cộng sản, và các thân nhân của ông bị truy tìm và giết hại.
Một loạt các cuộc giết chóc tương tự như ở Trung và Đông Java đã được dẫn dắt bởi các thanh niên mặc áo đen Đảng Dân tộc Indonesia. Trong vài tháng, các đội tử thần dân quân đã đi qua các làng bắt giữ nghi phạm và đưa họ đi. Hàng trăm ngôi nhà thuộc về người cộng sản và thân nhân của họ đã bị đốt cháy trong vòng một tuần sau chiến dịch trả đũa, với những người ở trong nhà bị tàn sát khi họ chạy ra khỏi nhà. Một ước tính ban đầu cho rằng 50.000 người, bao gồm phụ nữ và trẻ em, đã bị giết trong chiến dịch này. Dân số một số làng ở Bali đã giảm một nửa trong những tháng cuối năm 1965. Tất cả các cửa hàng người Hoa ở các thị trấn Singaraja và Denpasar đều bị phá hủy, và nhiều chủ sở hữu bị cáo buộc đã tài trợ tài chính cho "Gestapu" bị giết. Từ tháng 12 năm 1965 đến đầu năm 1966, ước tính có khoảng 80.000 người Bali bị giết, chiếm khoảng 5% dân số đảo vào thời điểm đó, và tỷ lệ này cao hơn bất kỳ nơi nào khác ở Indonesia.

### Các đảo khác
Các phong trào và chiến dịch do Đảng Cộng sản Indonesia tổ chức chống lại các doanh nghiệp nước ngoài tại các đồn điền của Sumatra đã gây ra các cuộc trả thù nhanh chóng chống lại cộng sản sau khi cuộc đảo chính thất bại. Ở Aceh, có tới 40.000 người bị giết, là một phần trong số lượng có thể lên đến 200.000 cái chết trên toàn Sumatra. Người di cư gốc Java đã bị tàn sát hàng loạt ở Nam Sumatra. Các cuộc nổi dậy khu vực cuối những năm 1950 đã làm phức tạp tình hình ở Sumatra khi nhiều cựu phiến quân buộc phải liên kết với các tổ chức cộng sản để chứng minh lòng trung thành của họ với Cộng hòa Indonesia. Việc đàn áp các cuộc nổi dậy những năm 1950 và các cuộc giết chóc năm 1965 được hầu hết người Sumatra coi là "sự chiếm đóng của người Java". Ở Lampung, một yếu tố khác trong các vụ giết chóc dường như là sự di cư của người Java.
Ở Tây Kalimantan, sau khi các cuộc giết chóc kết thúc vào năm 1967, người Dayak bản địa đã trục xuất 45.000 người Hoa khỏi các khu vực nông thôn, giết chết khoảng 2.000 đến 5.000 người. Người Hoa từ chối chống lại vì họ coi mình là "khách trên đất của người khác" với ý định chỉ buôn bán. Ở Flores, từ 800 đến 2.000 người đã bị giết, với ước tính tổng số người chết là 3.000 người cho toàn bộ tỉnh Đông Nusa Tenggara. Người Công giáo địa phương vừa là nạn nhân chính vừa là thủ phạm của các vụ giết chóc ở Flores.

### Yếu tố tôn giáo và sắc tộc
Hồi giáo ở Java được chia thành Abangan, những người trộn lẫn Hồi giáo với các tôn giáo khác như Hindu giáo và các thực hành tôn giáo bản địa, và Santri, những người theo Hồi giáo chính thống. Nhiều người Abangan là người ủng hộ Đảng Cộng sản, và quyền lợi của họ được Đảng Cộng sản Indonesia ủng hộ. Họ sau đó trở thành phần lớn những người bị tàn sát trong các vụ giết chóc. Người Abangan bị tấn công bởi Ansor, tổ chức thanh niên của Nahdlatul Ulama, và Santri với sự giúp đỡ của quân đội Indonesia. Để tránh bị coi là vô thần và cộng sản, người Hồi giáo Abangan bị chính phủ Indonesia ép buộc cải đạo sang Hindu giáo và Thiên Chúa giáo sau cuộc tàn sát.
Ở Sumatra, thanh niên chống người Java đã tàn sát công nhân đồn điền gốc Java và các thành viên Đảng Cộng sản Indonesia trên khắp Bắc Sumatra. Ở Lombok, người bản địa đã tàn sát chủ yếu là người Bali trên khắp khu vực.
Việc nhắm vào người Hoa đóng vai trò quan trọng trong các vụ giết chóc ở Sumatra và Kalimantan, mà nhiều người gọi là diệt chủng. Charles Coppel rất chỉ trích cách gọi này, ông cho rằng các phương tiện truyền thông phương Tây và các học giả không muốn đối mặt với hậu quả của một chương trình nghị sự chống cộng sản mà họ ủng hộ, thay vào đó đổ lỗi cho sự phân biệt chủng tộc ở Indonesia và đưa ra các tuyên bố phóng đại và sai lệch về hàng trăm ngàn hoặc hàng triệu người Hoa bị giết. Charles Coppel viết về việc đưa tin bị bóp méo này trong một bài báo có tựa đề: "Một cuộc diệt chủng chưa bao giờ xảy ra: giải thích huyền thoại về các vụ thảm sát chống người Hoa ở Indonesia, 1965–1966". Luận điểm của Coppel tiếp tục gây tranh cãi.
Ước tính khoảng 2.000 người Hoa Indonesia đã bị giết (trong tổng số khoảng từ 500.000 đến 3 triệu người), với các vụ thảm sát được ghi nhận diễn ra ở Makassar, Medan và đảo Lombok. Robert Cribb và Charles Coppel lưu ý rằng "tương đối ít" người Hoa thực sự bị giết trong cuộc thanh trừng trong khi phần lớn người chết là người Indonesia bản địa. Số người Hoa chết là hàng ngàn, trong khi số người chết của người Indonesia bản địa là hàng trăm ngàn. Người Bali và Java chiếm phần lớn những người bị tàn sát.
Người Dayak bị quân đội Indonesia lừa tấn công người Hoa. Đất mà người Hoa bỏ trốn không bị người Dayak chiếm mà bị người Madurese định cư, sau này bị người Dayak tàn sát. Người Dayak và người Mã Lai đã giết và hãm hiếp người Madurese suốt các năm 1996, 1997, 1999 và 2001.

## Tử vong và tù đày
Mặc dù các sự kiện tổng thể đã được biết đến, nhiều chi tiết vẫn chưa được làm rõ về các cuộc giết chóc, và một con số chính xác và được xác minh về số người chết có lẽ sẽ không bao giờ được biết. Có rất ít nhà báo hoặc học giả phương Tây ở Indonesia vào thời điểm đó; quân đội là một trong những nguồn thông tin ít ỏi, việc đi lại rất khó khăn và nguy hiểm, và chế độ phê duyệt và giám sát các cuộc giết chóc đã nắm quyền trong ba thập kỷ. Truyền thông Indonesia lúc bấy giờ bị hạn chế bởi "Dân chủ Hướng dẫn" và bởi việc "Trật tự Mới" tiếp quản vào tháng 10 năm 1966. Với việc các cuộc giết chóc xảy ra vào đỉnh điểm của nỗi sợ hãi về chủ nghĩa cộng sản của phương Tây trong Chiến tranh Lạnh, có rất ít cuộc điều tra quốc tế, vì điều này sẽ có nguy cơ làm phức tạp thêm sự ưu tiên của phương Tây dành cho Suharto và "Trật tự Mới" thay vì Đảng Cộng sản Indonesia và "Trật tự Cũ."
Trong 20 năm đầu tiên sau các cuộc giết chóc, đã có 39 ước tính nghiêm túc về số người chết. Trước khi các cuộc giết chóc kết thúc, quân đội Indonesia ước tính 78.500 người đã bị giết, trong khi Đảng Cộng sản Indonesia đưa ra con số là hai triệu. Quân đội Indonesia sau đó ước tính số người bị giết là một triệu. Năm 1966, Benedict Anderson đã ước tính số người chết là 200.000. Đến năm 1985, ông kết luận rằng tổng cộng từ 500.000 đến 1 triệu người đã bị giết. Hầu hết các học giả hiện nay đồng ý rằng ít nhất 500.000 người đã bị giết, nhiều hơn bất kỳ sự kiện nào khác trong lịch sử Indonesia. Một ước tính lực lượng an ninh quân đội từ tháng 12 năm 1976 đưa ra con số từ 450.000 đến 500.000. Robert Cribb cho rằng con số chính xác nhất là 500.000, mặc dù ông lưu ý rằng rất khó để xác định chính xác số người bị giết. Tuy nhiên, Jan Walendouw, một trong những người thân cận của Suharto, đã nêu con số 1,2 triệu nạn nhân. Vincent Bevins ước tính số người bị giết có thể lên đến một triệu hoặc có thể nhiều hơn.
Việc bắt giữ và giam giữ tiếp tục trong mười năm sau cuộc thanh trừng. Một báo cáo của Ân xá Quốc tế năm 1977 gợi ý rằng "khoảng một triệu" cán bộ Đảng Cộng sản Indonesia và những người khác được xác định hoặc bị nghi ngờ có liên quan đến đảng đã bị giam giữ. Từ năm 1981 đến 1990, chính phủ Indonesia ước tính có từ 1,6 đến 1,8 triệu cựu tù nhân "tự do" trong xã hội. Có thể rằng vào giữa những năm 1970, vẫn còn 100.000 người bị giam giữ mà không qua xét xử. Người ta cho rằng có tới 1,5 triệu người đã bị giam giữ ở một giai đoạn nào đó. Những thành viên Đảng Cộng sản Indonesia không bị giết hoặc bị giam giữ đã đi vào ẩn náu trong khi những người khác cố gắng che giấu quá khứ của mình. Những người bị bắt bao gồm các chính trị gia hàng đầu, nghệ sĩ và nhà văn như Pramoedya Ananta Toer, cũng như nông dân và binh sĩ.
Những người bị giam giữ trong mạng lưới nhà tù và trại tập trung rộng lớn đã phải đối mặt với "điều kiện vô nhân đạo một cách phi thường". Nhiều người không sống sót qua giai đoạn giam giữ đầu tiên này, chết vì suy dinh dưỡng và bị đánh đập. Khi người ta tiết lộ tên các đảng viên cộng sản ngầm, thường là dưới sự tra tấn, số người bị giam giữ tăng lên từ năm 1966 đến năm 1968. Các phương pháp tra tấn bao gồm đánh đập dã man bằng các vật liệu tự chế như dây cáp điện và những mảnh gỗ lớn, bẻ gãy ngón tay và nghiền nát ngón chân, bàn chân dưới chân bằng bàn và ghế, nhổ móng tay, sốc điện và đốt bằng cao su nóng chảy hoặc thuốc lá. Những người bị giam giữ đôi khi bị buộc phải xem hoặc nghe cảnh tra tấn người khác, bao gồm cả người thân như vợ hoặc chồng, con cái. Cả nam giới và phụ nữ đều bị bạo hành tình dục trong khi bị giam giữ, bao gồm cả hiếp dâm và sốc điện vào bộ phận sinh dục. Phụ nữ, đặc biệt, bị bạo hành giới tính tàn bạo, bao gồm cả việc bị buộc phải uống nước tiểu những kẻ giam giữ và bị cắt xẻo bộ phận sinh dục và ngực. Nhiều trường hợp tra tấn và hiếp dâm, với nạn nhân bao gồm cả những bé gái dưới 13 tuổi, đã được báo cáo với Tổ chức Ân xá Quốc tế. Những người được thả thường bị quản thúc tại gia, phải báo cáo với quân đội thường xuyên, hoặc bị cấm làm việc trong chính phủ, cũng như con cái của họ.

## Hậu quả

### Tác động
Cán cân "Nasakom" (chủ nghĩa dân tộc, tôn giáo, cộng sản) của Sukarno đã bị phá vỡ. Trụ cột hỗ trợ quan trọng nhất của ông, Đảng Cộng sản Indonesia, đã bị hai trụ cột khác là Quân đội và chính trị Hồi giáo loại bỏ một cách hiệu quả; và Quân đội đang trên đường giành quyền lực không bị thách thức. Nhiều người Hồi giáo không còn tin tưởng vào Sukarno, và vào đầu năm 1966, Suharto bắt đầu công khai thách thức Sukarno, một chính sách mà các lãnh đạo quân đội trước đây đã tránh. Sukarno cố gắng bám víu quyền lực và giảm thiểu ảnh hưởng mới tìm thấy của Quân đội, mặc dù ông không thể tự mình đổ lỗi cho Đảng Cộng sản Indonesia về cuộc đảo chính như yêu cầu của Suharto. Vào ngày 1 tháng 2 năm 1966, Sukarno thăng cấp cho Suharto lên cấp tướng trung tướng. Sắc lệnh Supersemar ngày 11 tháng 3 năm 1966 chuyển giao phần lớn quyền lực của Sukarno đối với quốc hội và Quân đội cho Suharto, cho phép Suharto làm bất cứ điều gì cần thiết để khôi phục trật tự. Vào ngày 12 tháng 3 năm 1967, Sukarno bị quốc hội lâm thời Indonesia tước bỏ quyền lực còn lại và Suharto được chỉ định làm Quyền Tổng thống. Vào ngày 21 tháng 3 năm 1968, Hội nghị Hiệp thương Nhân dân Lâm thời chính thức bầu Suharto làm tổng thống.
Hàng trăm hoặc hàng nghìn người cánh tả Indonesia đi ra nước ngoài đã không thể trở về quê hương. Ví dụ, Djawoto, đại sứ Indonesia tại Trung Quốc, từ chối bị triệu hồi và dành phần còn lại của cuộc đời bên ngoài Indonesia. Một số người trong số những người lưu vong này, là nhà văn, tiếp tục viết. Văn học lưu vong Indonesia này đầy sự căm ghét đối với chính phủ mới và được viết một cách đơn giản, để phổ biến rộng rãi, được xuất bản quốc tế.
Cuối năm 1968, Báo cáo Tình báo Quốc gia về Indonesia báo cáo: "Một phần thiết yếu của chương trình kinh tế của chính phủ Suharto... là chào đón vốn nước ngoài trở lại Indonesia. Đã có khoảng 25 công ty Mỹ và châu Âu đã lấy lại quyền kiểm soát các mỏ, đồn điền và các doanh nghiệp khác bị quốc hữu hóa dưới thời Sukarno. Luật pháp tự do đã được ban hành để thu hút đầu tư nước ngoài mới... Có sự đầu tư nước ngoài đáng kể vào các tài nguyên tương đối chưa được khai thác của nickel, đồng, bauxite và gỗ. Ngành công nghiệp hứa hẹn nhất... là dầu". Các vụ giết người là tiền đề trực tiếp cho cuộc xâm lược và chiếm đóng diệt chủng của Đông Timor. Các tướng lĩnh tương tự đã giám sát vụ giết chóc trong cả hai tình huống và khuyến khích các phương pháp tàn bạo tương đương - mà không bị trừng phạt.
Các vụ giết người ở Indonesia đã quá hiệu quả và được các cường quốc phương Tây coi trọng đến mức chúng truyền cảm hứng cho các cuộc thanh trừng chống cộng sản tương tự ở các quốc gia như Chile và Brazil. Vincent Bevins đã tìm thấy bằng chứng gián tiếp liên kết ẩn dụ "Jakarta" với mười một quốc gia.

### Phản ứng toàn cầu
Đối với các chính phủ phương Tây, các vụ giết người và thanh trừng được coi là một chiến thắng trước chủ nghĩa cộng sản trong thời kỳ cao trào của Chiến tranh Lạnh. Các chính phủ phương Tây và phần lớn phương tiện truyền thông phương Tây ưa chuộng Suharto và "Trật tự Mới" hơn Đảng Cộng sản Indonesia và "Trật tự Cũ" ngày càng thiên tả. Đại sứ Anh tại Indonesia, Andrew Gilchrist, viết thư cho London: "Tôi chưa bao giờ giấu giếm niềm tin của mình rằng một chút nổ súng ở Indonesia sẽ là một điều cần thiết trước khi thay đổi hiệu quả". Tin tức về vụ thảm sát được các cơ quan tình báo phương Tây kiểm soát chặt chẽ. Các nhà báo, bị ngăn cản vào Indonesia, phải dựa vào các tuyên bố chính thức từ các đại sứ quán phương Tây. Đại sứ quán Anh tại Jakarta đã tư vấn cho cơ quan tình báo ở Singapore về cách trình bày tin tức: "Các chủ đề tuyên truyền phù hợp có thể là: Tính tàn bạo của Đảng Cộng sản Indonesia trong việc giết các tướng lĩnh,... Đảng Cộng sản Indonesia làm suy yếu Indonesia như là những đặc vụ của Cộng sản nước ngoài... Sự tham gia của người Anh nên được che giấu cẩn thận".
Một tiêu đề trên U.S. News & World Report ghi: "Indonesia: Hy vọng... nơi từng không có gì". Thủ tướng Úc Harold Holt bình luận trên The New York Times, "Với 500.000 đến 1 triệu người cảm tình Cộng sản bị tiêu diệt, tôi nghĩ rằng có thể an toàn khi cho rằng đã có sự thay đổi định hướng". Doanh nhân dầu mỏ quốc gia Haroldson Hunt tuyên bố Indonesia là điểm sáng duy nhất cho Hoa Kỳ trong Chiến tranh Lạnh và gọi việc lật đổ Sukarno là "chiến thắng lớn nhất cho tự do kể từ trận chiến quyết định cuối cùng của Thế chiến II". Time mô tả việc đàn áp Đảng Cộng sản Indonesia là "Tin tốt nhất của phương Tây trong nhiều năm ở châu Á", và ca ngợi chế độ Suharto là "hoàn toàn hợp hiến". "Đó là một chiến thắng cho tuyên truyền phương Tây", Robert Challis, một phóng viên BBC trong khu vực, sau đó nhận xét. Nhiều báo cáo phương tiện truyền thông phương Tây lặp lại quan điểm Quân đội Indonesia bằng cách giảm nhẹ trách nhiệm và tính hợp lý, có tổ chức của việc giết người hàng loạt. Họ nhấn mạnh vai trò dân thường thay vào đó, viện dẫn các khuôn mẫu phương Đông về người Indonesia là nguyên thủy và bạo lực. Một nhà báo New York Times đã viết một bài báo có tiêu đề "Khi một quốc gia chạy loạn" giải thích rằng các vụ giết người không đáng ngạc nhiên vì chúng xảy ra ở "châu Á bạo lực, nơi mạng sống rẻ mạt".
Các quan chức chính phủ Hoa Kỳ gần như "hoàn toàn vui mừng" về các vụ giết người hàng loạt. Trong khi nhớ lại thái độ đối với các vụ giết người, nhân viên tình báo Bộ Ngoại giao Howard Federspiel nói rằng "không ai quan tâm, miễn họ là Cộng sản, rằng họ đang bị tàn sát". Tại Hoa Kỳ, Robert F. Kennedy là một trong những cá nhân nổi bật duy nhất lên án các vụ thảm sát. Ông nói vào tháng 1 năm 1966: "Chúng ta đã lên tiếng chống lại các vụ giết người vô nhân đạo do Đức quốc xã và Cộng sản thực hiện. Nhưng chúng ta cũng sẽ lên tiếng chống lại vụ giết người vô nhân đạo ở Indonesia, nơi hơn 100.000 người bị cho là Cộng sản không phải là thủ phạm, mà là nạn nhân?". Các tầng lớp kinh tế của Hoa Kỳ cũng hài lòng với kết quả ở Indonesia. Sau khi Suharto củng cố quyền lực vào năm 1967, nhiều công ty, bao gồm Freeport Sulphur, Goodyear Tire and Rubber Company, General Electric, American Express, Caterpillar Inc., StarKist, Raytheon Technologies và Lockheed Martin, đã tìm cách khám phá các cơ hội kinh doanh ở quốc gia này.
Andrei Sakharov gọi các vụ giết người là 'sự kiện bi thảm' và mô tả nó như là "một trường hợp cực đoan của phản ứng, phân biệt chủng tộc và chủ nghĩa quân phiệt", nhưng phản ứng của Liên Xô thì tương đối im lặng. Điều này có lẽ là do Đảng Cộng sản Indonesia đứng về phía Trung Quốc trong cuộc chia rẽ Trung-Xô. Các quốc gia cộng sản khác đã chỉ trích gay gắt các vụ giết người. Chính phủ Trung Quốc tuyên bố đó là "những tội ác ghê tởm và quỷ dữ... chưa từng có trong lịch sử". Trung Quốc cũng đã cung cấp nơi ẩn náu cho những người cánh tả Indonesia chạy trốn bạo lực. Một nhà ngoại giao Nam Tư bình luận rằng "ngay cả khi chấp nhận tội lỗi của bộ chính trị [lãnh đạo Đảng Cộng sản Indonesia], điều mà tôi không chấp nhận, liệu điều này có biện minh cho tội ác diệt chủng không? Giết Ủy ban Trung ương, nhưng đừng giết 100.000 người không biết và không tham gia [vào cuộc Âm mưu ngày 30 tháng 9]". Các vụ giết người có thể đã cung cấp một lý do biện minh cho Cách mạng Văn hóa ở Trung Quốc, vì các nhà lãnh đạo cộng sản Trung Quốc lo sợ rằng "các yếu tố tư sản ẩn giấu" có thể xâm nhập hoặc phá hủy các phong trào và tổ chức cánh tả, và nó được xây dựng xung quanh câu chuyện này. Chính phủ Suharto bị chính phủ Cộng hòa Dân chủ Nhân dân Triều Tiên lên án là "chế độ quân sự phát xít".
Liên Hợp Quốc tránh bình luận về các vụ giết người. Khi Suharto đưa Indonesia trở lại Liên Hợp Quốc, Cộng hòa Nhân dân Xã hội Chủ nghĩa Albania là quốc gia thành viên duy nhất phản đối.

## Sự tham gia của nước ngoài
Vào thời điểm diễn ra các cuộc thảm sát, Chiến tranh Lạnh giữa các cường quốc phương Tây, đặc biệt là Hoa Kỳ, và các cường quốc cộng sản đang ở đỉnh điểm. Chính phủ Hoa Kỳ và các nước trong Khối Tây phương có mục tiêu ngăn chặn sự lan rộng của chủ nghĩa cộng sản và lôi kéo các quốc gia vào quỹ đạo ảnh hưởng của mình. Việc tiêu diệt Đảng Cộng sản Indonesia và sự trỗi dậy của Suharto đánh dấu một bước ngoặt lớn trong Chiến tranh Lạnh. Vương quốc Anh có thêm một động cơ trực tiếp muốn loại bỏ Sukarno khỏi quyền lực: ông ta phản đối liên bang Malaya, được thành lập từ các bang cũ của Malaya thuộc Anh giáp ranh Indonesia. Từ năm 1963, đã có xung đột và các cuộc xâm nhập vũ trang của quân đội Indonesia qua biên giới, sau cuộc nổi dậy cộng sản từ năm 1948 đến 1960 ở Malaya thuộc Anh và sau đó là thành viên độc lập của Khối Thịnh vượng chung Malaya.
Geoffrey B. Robinson, một giáo sư lịch sử tại UCLA, cho rằng các quốc gia nước ngoài có quyền lực, đặc biệt là Hoa Kỳ, Vương quốc Anh và các đồng minh của họ, đã đóng vai trò quan trọng trong việc tạo điều kiện và khuyến khích chiến dịch thảm sát của quân đội Indonesia. Ông lập luận rằng nếu không có sự hỗ trợ đó, các cuộc thảm sát sẽ không diễn ra. Trong cuốn sách The Killing Season xuất bản năm 2018, Robinson giải thích:
"Hoa Kỳ và các quốc gia phương Tây khác luôn phủ nhận trách nhiệm đối với bạo lực khủng khiếp xảy ra sau cuộc đảo chính bị cáo buộc vào ngày 1 tháng 10 năm 1965. Họ đã duy trì rằng bạo lực đó là sản phẩm của các lực lượng chính trị trong nước mà các cường quốc bên ngoài có rất ít hoặc không có ảnh hưởng. Lời khẳng định đó không đúng. Hiện nay có bằng chứng rõ ràng rằng trong sáu tháng quan trọng sau cuộc đảo chính bị cáo buộc, các cường quốc phương Tây đã khuyến khích quân đội hành động mạnh mẽ chống lại phe cánh tả, tạo điều kiện cho bạo lực lan rộng bao gồm cả các cuộc thảm sát, và giúp củng cố quyền lực chính trị của quân đội. Khi làm như vậy, họ đã giúp mang lại sự hủy diệt chính trị và vật chất của Đảng Cộng sản Indonesia và các chi nhánh của nó, loại bỏ Sukarno và những người thân cận nhất của ông ta khỏi quyền lực chính trị, thay thế họ bằng một tầng lớp quân đội do Tướng Suharto lãnh đạo, và một sự chuyển hướng mạnh mẽ trong chính sách đối ngoại của Indonesia về phía phương Tây và mô hình tư bản mà phương Tây đề xuất."

Mặc dù vai trò chính xác của chính phủ Hoa Kỳ trong các cuộc thảm sát vẫn bị che giấu bởi các kho lưu trữ chính phủ vẫn còn niêm phong về Indonesia trong giai đoạn này, người ta biết rằng "ít nhất", chính phủ Hoa Kỳ đã cung cấp tiền và thiết bị truyền thông cho quân đội Indonesia để tạo điều kiện cho các cuộc thảm sát, đưa 50 triệu rupiah cho đội tử thần KAP-Gestapu, và cung cấp danh sách mục tiêu của hàng ngàn lãnh đạo Đảng Cộng sản Indonesia bị cáo buộc cho quân đội Indonesia. Robert J. Martens, cán bộ chính trị tại Đại sứ quán Hoa Kỳ ở Jakarta từ năm 1963 đến 1966, nói với nhà báo Kathy Kadane vào năm 1990 rằng ông đã dẫn đầu một nhóm các quan chức Bộ Ngoại giao và CIA lập danh sách khoảng 5.000 thành viên Đảng Cộng sản, mà ông đã cung cấp cho một trung gian quân đội. Kadane khẳng định rằng sự phê duyệt cho việc ban hành tên đến từ các quan chức cấp cao của Đại sứ quán Hoa Kỳ, bao gồm Đại sứ Hoa Kỳ tại Indonesia Marshall Green, phó trưởng phái bộ Jack Lydman và trưởng phòng chính trị Edward Masters, tất cả sau này đều phủ nhận sự tham gia. Martens tuyên bố rằng ông hành động mà không có sự phê duyệt để tránh các thủ tục hành chính tại thời điểm quan trọng. Tập tài liệu của Bộ Ngoại giao "Quan hệ đối ngoại Hoa Kỳ, 1964–1968", mà CIA đã cố gắng ngăn chặn vào năm 2001, thừa nhận rằng Đại sứ quán Hoa Kỳ đã cung cấp danh sách các lãnh đạo cộng sản cho những người Indonesia tham gia vào các cuộc thanh trừng và lưu ý rằng Marshall Green đã tuyên bố trong một thông điệp gửi về Washington năm 1966, được soạn thảo bởi Martens và được phê duyệt bởi Masters, rằng danh sách các cộng sản "dường như đang được các cơ quan an ninh Indonesia sử dụng, những người dường như thiếu ngay cả thông tin công khai đơn giản nhất về lãnh đạo Đảng Cộng sản Indonesia".
Các học giả đã xác nhận rằng các quan chức Đại sứ quán Hoa Kỳ đã cung cấp danh sách các cộng sản cho lực lượng của Suharto, những người, theo Mark Aarons, "đảm bảo rằng những người được nêu tên đã bị tiêu diệt trong các chiến dịch thảm sát". Geoffrey B. Robinson khẳng định rằng các quan chức chính phủ Hoa Kỳ, trong đó có Marshall Green, "đã công bố hồi ký và các bài báo nhằm đánh lạc hướng sự chú ý khỏi bất kỳ vai trò nào của Hoa Kỳ, trong khi đặt câu hỏi về sự chính trực và lòng trung thành chính trị các học giả không đồng ý với họ".
Vincent Bevins viết rằng đây không phải là lần đầu tiên các quan chức Hoa Kỳ cung cấp danh sách các cộng sản bị nghi ngờ cho các thành viên của chính phủ nước ngoài để bị bắt và giết, như họ đã làm ở Guatemala năm 1954 và Iraq năm 1963. Ngoài các quan chức Hoa Kỳ, các nhà quản lý đồn điền thuộc sở hữu của Hoa Kỳ cũng đã cung cấp cho quân đội Indonesia danh sách các cộng sản và lãnh đạo công đoàn "gây rối" sau đó bị truy lùng và giết chết.
Robert Cribb, viết vào năm 2002, tuyên bố "có nhiều bằng chứng rằng Hoa Kỳ đã khuyến khích các cuộc thảm sát, bằng cách cung cấp tài chính cho các lực lượng chống cộng và cung cấp cho quân đội Indonesia danh sách những người mà họ tin là thành viên Đảng Cộng sản Indonesia. Tuy nhiên, không có bằng chứng cho thấy sự can thiệp của Hoa Kỳ làm tăng đáng kể quy mô các cuộc thảm sát". Vincent Bevins cho rằng quân đội Indonesia chịu "trách nhiệm chính đối với các vụ thảm sát và các trại tập trung", nhưng bổ sung rằng "Washington là động lực chính" của chiến dịch và "chia sẻ tội lỗi cho mỗi cái chết". Mark Aarons cho rằng Marshall Green "lâu nay được coi là một trong những quan chức chính liên quan đến việc khuyến khích các cuộc thảm sát". Kai Thaler khẳng định rằng các tài liệu đã giải mật cho thấy rằng "các quan chức Hoa Kỳ đã là đồng lõa trong cuộc thảm sát hàng loạt này" và "giúp tạo điều kiện cho các cuộc thảm sát". Bradley Simpson, Giám đốc Dự án Tài liệu Indonesia/Đông Timor tại Lưu trữ An ninh Quốc gia, cho rằng "Washington đã làm mọi thứ trong khả năng của mình để khuyến khích và tạo điều kiện cho cuộc thảm sát do quân đội dẫn đầu đối với những người bị cáo buộc là thành viên Đảng Cộng sản Indonesia, và các quan chức Hoa Kỳ chỉ lo ngại rằng việc giết những người ủng hộ không vũ trang của đảng có thể không đủ, cho phép Sukarno trở lại quyền lực và làm thất bại kế hoạch của Chính quyền (Johnson) cho một Indonesia sau Sukarno". Ông cho rằng các tài liệu cho thấy "Hoa Kỳ đã tham gia trực tiếp đến mức họ cung cấp cho Lực lượng Vũ trang Indonesia sự hỗ trợ mà họ giới thiệu để tạo điều kiện cho các cuộc thảm sát", bao gồm việc CIA cung cấp vũ khí hạng nhẹ từ Thái Lan, và chính phủ Hoa Kỳ cung cấp hỗ trợ tài chính và một lượng nhỏ thiết bị truyền thông, thuốc men và một loạt các vật phẩm khác, bao gồm giày và đồng phục, cho quân đội Indonesia.
Sự hỗ trợ của phương Tây đối với quân đội Indonesia được củng cố khi họ thể hiện "quyết tâm" thông qua các chiến dịch thảm sát hàng loạt. Cố vấn An ninh Quốc gia của Tổng thống Hoa Kỳ Lyndon B. Johnson, McGeorge Bundy, báo cáo với tổng thống rằng các sự kiện từ ngày 1 tháng 10 là "một sự khẳng định nổi bật cho chính sách của Hoa Kỳ đối với Indonesia trong những năm gần đây: một chính sách giữ tay chơi trong cuộc chơi vì lợi ích lâu dài bất chấp áp lực liên tục để rút lui" và điều đó đã được làm rõ cho quân đội Indonesia thông qua phó trưởng phái bộ của Đại sứ quán Hoa Kỳ, Francis Joseph Galbraith, rằng "Đại sứ quán và chính phủ Hoa Kỳ nói chung đồng cảm và ngưỡng mộ những gì quân đội đang làm". Mối quan tâm chính của các quan chức Hoa Kỳ vào tháng 12 năm 1965 là Sukarno chưa bị loại bỏ và kế hoạch quốc hữu hóa các công ty dầu khí Hoa Kỳ chưa được đảo ngược và cảnh báo lãnh đạo mới nổi của Indonesia rằng Washington sẽ rút hỗ trợ nếu các mối đe dọa đối với các khoản đầu tư của Hoa Kỳ không bị dừng lại. Giáo sư Ruth Blakeley viết "trường hợp Indonesia tiết lộ mức độ ưu tiên của nhà nước Hoa Kỳ cho lợi ích của giới tinh hoa hơn là quyền con người của hàng trăm ngàn người Indonesia".
Hoa Kỳ, cùng với Vương quốc Anh và Úc, cũng đóng vai trò tích cực trong các "hoạt động tuyên truyền đen" trong các cuộc thảm sát, bao gồm việc phát sóng đài phát thanh bí mật vào nước này, lặp lại tuyên truyền của quân đội Indonesia như một phần của chiến dịch chiến tranh tâm lý nhằm khuyến khích sự ủng hộ cho các cuộc thảm sát và làm mất uy tín Đảng Cộng sản Indonesia. Các tài liệu Bộ Ngoại giao Anh được giải mật vào năm 2021 cho thấy các nhà tuyên truyền Anh đã bí mật xúi giục những người chống cộng, bao gồm các tướng lĩnh quân đội, tiêu diệt Đảng Cộng sản Indonesia và sử dụng tuyên truyền đen vì sự thù địch Sukarno đối với việc thành lập các thuộc địa cũ Anh thành liên bang Malaya từ năm 1963. Chính phủ Harold Wilson đã chỉ thị cho các chuyên gia tuyên truyền từ Bộ Ngoại giao gửi hàng trăm tờ rơi kích động đến các lãnh đạo chống cộng ở Indonesia, xúi giục họ giết ngoại trưởng Indonesia, Subandrio, và tuyên bố rằng người Indonesia gốc Hoa xứng đáng bị bạo lực đối xử.
Trong số tất cả các quốc gia, nguồn cung vũ khí từ Thụy Điển dường như là đáng kể nhất. Theo một báo cáo của một người tị nạn Indonesia ở Nhật Bản, từ đầu tháng 12 năm 1965, Indonesia đã ký "một hợp đồng với Thụy Điển để mua khẩn cấp vũ khí hạng nhẹ và đạn dược trị giá 10 triệu USD để sử dụng cho việc tiêu diệt các thành phần Đảng Cộng sản Indonesia". Sự quan ngại của Đại sứ quán Thụy Điển về cuộc thảm sát đã tăng lên một số tháng sau đó, với việc đại sứ Thụy Điển công khai chỉ trích chiến dịch bạo lực, nhưng dường như là sau khi sự kiện đã diễn ra.
Nhà làm phim tài liệu Joshua Oppenheimer, đạo diễn của "The Act of Killing" (2012) và "The Look of Silence" (2014), đã kêu gọi Hoa Kỳ chịu trách nhiệm về vai trò của mình trong các cuộc thảm sát trong một buổi chiếu bộ phim đầu tiên cho các thành viên Quốc hội Hoa Kỳ. Vào ngày 10 tháng 12 năm 2014, cùng ngày "The Look of Silence" được phát hành tại Indonesia, Thượng nghị sĩ Tom Udall đã giới thiệu một "Nghị quyết Thượng viện" lên án các cuộc thảm sát và kêu gọi giải mật tất cả các tài liệu về sự tham gia của Hoa Kỳ trong các sự kiện, lưu ý rằng "Hoa Kỳ đã cung cấp hỗ trợ tài chính và quân sự trong thời gian này và sau đó, theo các tài liệu do Bộ Ngoại giao công bố".
Các tài liệu được giải mật do Đại sứ quán Hoa Kỳ tại Jakarta công bố vào tháng 10 năm 2017 cho thấy chính phủ Hoa Kỳ đã biết chi tiết về các cuộc thảm sát từ đầu và cụ thể đề cập đến các cuộc thảm sát do Suharto ra lệnh. Các tài liệu cũng tiết lộ rằng chính phủ Hoa Kỳ đã tích cực khuyến khích và tạo điều kiện cho các cuộc thảm sát của quân đội Indonesia để thúc đẩy lợi ích địa chính trị của mình trong khu vực và rằng các quan chức và nhà ngoại giao Hoa Kỳ tại đại sứ quán đã ghi chép chi tiết về các lãnh đạo Đảng Cộng sản Indonesia bị giết. Các quan chức Hoa Kỳ, thất vọng trước sự chuyển hướng của Indonesia sang cánh tả, đã "vui mừng" trước sự nắm quyền của các tướng lĩnh cánh hữu đã tiếp tục tiêu diệt Đảng Cộng sản Indonesia, và quyết tâm không làm bất cứ điều gì có thể ngăn cản nỗ lực của quân đội Indonesia. Hoa Kỳ cũng đã giữ lại thông tin đáng tin cậy mâu thuẫn với phiên bản sự kiện của quân đội Indonesia về cuộc đảo chính thất bại của các sĩ quan trẻ vào ngày 30 tháng 9 năm 1965, gây ra các cuộc thảm sát. Vào ngày 21 tháng 12 năm 1965, bí thư thứ nhất Đại sứ quán Hoa Kỳ tại Jakarta, Mary Vance Trent, đã gửi một bức điện đến Bộ Ngoại giao cung cấp ước tính 100.000 người bị giết, và gọi các sự kiện là một "sự chuyển đổi tuyệt vời đã xảy ra trong 10 tuần ngắn ngủi". Bradley Simpson nói rằng những bức điện, thư và báo cáo bí mật trước đây này "chứa đựng những chi tiết đáng lên án rằng Hoa Kỳ đã cố ý và vui vẻ thúc đẩy việc thảm sát hàng loạt người vô tội".

## Di sản

### Sử học
Trong nhiều năm, cuộc thảo luận về các vụ thảm sát 1965–1966 ở Indonesia đã bị đàn áp và coi là điều cấm kỵ, cả trong nước và quốc tế. Tại Indonesia, các sự kiện này được nói một cách uyển chuyển là "peristiwa enam lima" ("sự kiện năm '65"). Với sự sụp đổ của chính phủ Trật tự Mới vào năm 1998, diễn đàn công khai bắt đầu mở rộng. Các cựu tù nhân chính trị và những công dân bình thường bắt đầu chia sẻ trải nghiệm của mình, và các nhà nghiên cứu nước ngoài ngày càng xuất bản nhiều tài liệu về chủ đề này, làm sáng tỏ những sự kiện bi thảm đó.
Lịch sử học Indonesia phần lớn đã bỏ qua các vụ thảm sát, thường mô tả chúng như một chiến dịch yêu nước với số người chết thấp hơn nhiều so với con số được chấp nhận rộng rãi trên quốc tế. Năm 2004, đã có một nỗ lực để đưa các sự kiện này vào sách giáo khoa trường học, nhưng điều này đã bị ngưng lại vào năm 2006 sau các cuộc biểu tình từ quân đội và các nhóm Hồi giáo. Các sách giáo khoa đề cập đến các vụ thảm sát sau đó bị đốt theo lệnh của Tổng chưởng lý Indonesia. Những nỗ lực của quốc hội Indonesia để thành lập một ủy ban sự thật và hòa giải đã bị Tòa án Tối cao Indonesia ngăn cản.
Từ cuối những năm 1990, đã có sự gia tăng dần các cuộc thảo luận học thuật và công khai về các vụ thảm sát. Một hội nghị học thuật đã được tổ chức tại Singapore vào năm 2009, và các nỗ lực tìm kiếm các ngôi mộ tập thể đã bắt đầu, mặc dù thành công còn hạn chế. Mặc dù có những nỗ lực này, các vụ thảm sát vẫn là một vấn đề nhạy cảm và chia rẽ trong xã hội Indonesia.
Một trong số ít các nguồn tài liệu chính về Phong trào 30 Tháng Chín là Tài liệu Supardjo, cung cấp góc nhìn quân sự về sự kiện và đưa ra những cái nhìn sâu sắc về lý do tại sao phong trào có thể đã thất bại.
Các học giả đã gặp khó khăn trong việc đưa ra các giải thích thỏa đáng cho quy mô và cường độ của bạo lực. Một số người cho rằng việc áp đặt dân chủ nghị viện lên xã hội Indonesia vào những năm 1950 là không phù hợp về văn hóa và gây rối loạn, dẫn đến những hận thù cộng đồng. Những người khác lập luận rằng việc đàn áp các quá trình dân chủ bởi Sukarno và quân đội đã tạo ra một môi trường nơi các lợi ích cạnh tranh chỉ có thể được thể hiện thông qua bạo lực.
Các vụ thảm sát và sự nổi lên của Suharto được xem là một bước ngoặt quan trọng trong Chiến tranh Lạnh, so sánh với các hành động chống cộng lớn khác. Các sự kiện này đánh dấu một sự chuyển đổi quyết định trong lập trường của Indonesia từ trung lập sang chống cộng mạnh mẽ, thân phương Tây, điều này rất quan trọng cho việc mở rộng chủ nghĩa tư bản trong khu vực. Suharto đã thực hiện các chính sách kinh tế lấy cảm hứng từ "Mafia Berkeley", tự do hóa nền kinh tế Indonesia.
Các nhà sử học, bao gồm John Roosa và Vincent Bevins, lập luận rằng Hoa Kỳ và các đồng minh của họ đã đóng vai trò tích cực trong việc tạo điều kiện cho các vụ thảm sát. Các tài liệu giải mật cho thấy Hoa Kỳ đã cung cấp hỗ trợ đáng kể cho quân đội Indonesia và chiến lược với họ để nhắm mục tiêu vào Đảng Cộng sản Indonesia. Sự can thiệp này là một phần của một mô hình rộng lớn hơn của các hoạt động chống cộng do Hoa Kỳ hậu thuẫn trên toàn cầu trong Chiến tranh Lạnh.
Có sự tranh luận liên tục giữa các học giả về việc phân loại các vụ thảm sát. Một số người, như Geoffrey B. Robinson và Jess Melvin, lập luận rằng các sự kiện này là diệt chủng, đặc biệt là khi xem xét việc nhắm mục tiêu vào các nhóm tôn giáo và dân tộc cụ thể liên quan đến Đảng Cộng sản Indonesia. Những người khác, như Charles Coppel, cho rằng các vụ thảm sát nên được phân loại là chính trị sát, vì chúng chủ yếu nhằm vào các nhóm chính trị hơn là các nhóm dân tộc hoặc tôn giáo.
Vào tháng 1 năm 2024, Tổng thống Joko Widodo đã thừa nhận các vi phạm nhân quyền được thực hiện trong các vụ thảm sát, tiếp theo sau lời xin lỗi trước đó của Tổng thống Abdurrahman Wahid vào năm 2000. Sự thừa nhận này đại diện cho một bước quan trọng trong việc nhận ra và giải quyết các hành vi tàn ác đã được thực hiện trong giai đoạn đen tối này của lịch sử Indonesia.

### Tòa án Nhân dân Quốc tế 1965
Vào tháng 11 năm 2015, Tòa án Nhân dân Quốc tế về các tội ác chống lại nhân loại năm 1965 ở Indonesia đã được tổ chức tại Hague, Hà Lan. Tòa án này được thành lập vào năm 2014 bởi các nhà hoạt động nhân quyền, học giả, và những người Indonesia lưu vong nhằm phản ứng trước sự thiếu vắng một quá trình công lý chuyển tiếp chính thức trong nước dựa trên việc tìm kiếm sự thật. Bảy thẩm phán quốc tế đã chủ trì tòa án này.
Vào tháng 7 năm 2016, thẩm phán trưởng Zak Yacoob đã công bố kết luận của tòa án, cho rằng nhà nước Indonesia chịu trách nhiệm trực tiếp về các vụ thảm sát 1965–1966 và bị kết tội phạm tội ác chống lại nhân loại. Tòa án đổ lỗi cho Suharto vì đã lan truyền thông tin sai lệch và tạo điều kiện cho các vụ thảm sát, kết luận rằng các sự kiện này nhằm mục đích tiêu diệt một phần dân số và có thể được phân loại là diệt chủng. Báo cáo cũng nêu bật các cáo buộc khác là có cơ sở, bao gồm cả việc nô lệ hóa trong các trại lao động, tra tấn tàn bạo, bạo lực tình dục có hệ thống, và các vụ mất tích cưỡng bức.
Thẩm phán Yacoob tuyên bố rằng Hoa Kỳ, Vương quốc Anh, và Australia đã đồng lõa ở mức độ khác nhau trong các tội ác chống lại nhân loại này. Tòa án kết luận rằng:
- Hoa Kỳ đã hỗ trợ quân đội Indonesia, biết rằng họ đang tham gia vào các vụ thảm sát hàng loạt, bao gồm cả việc cung cấp danh sách các quan chức Đảng Cộng sản bị cáo buộc cho lực lượng an ninh Indonesia với giả định mạnh mẽ rằng những người này sẽ bị bắt hoặc hành quyết.
- Vương quốc Anh và Australia đã lan truyền thông tin sai lệch từ quân đội Indonesia ngay cả sau khi rõ ràng rằng các vụ thảm sát và các tội ác khác chống lại nhân loại đang diễn ra.

Indonesia đã bác bỏ phán quyết của tòa án, Bộ trưởng An ninh Luhut Pandjaitan tuyên bố rằng các vụ thảm sát "không phải việc của họ, họ không phải là cấp trên của chúng tôi, và Indonesia có hệ thống riêng của mình". Tòa án không có thẩm quyền pháp lý để đưa ra các quyết định hoặc phán quyết ràng buộc. Bộ ngoại giao Australia đã bác bỏ kết luận của tòa án, mô tả đây là một "tổ chức phi chính phủ về nhân quyền" và phủ nhận bất kỳ sự đồng lõa nào trong các vụ thảm sát. Hoa Kỳ và Vương quốc Anh chưa phản hồi về kết luận của tòa án. Luật sư nhân quyền Indonesia Nursyahbani Katjasungkana kêu gọi cả ba quốc gia thừa nhận sự đồng lõa của họ, tuyên bố rằng các thông tin ngoại giao đã chứng minh sự tham gia của họ và không thể phủ nhận được nữa.
Tòa án, dù không có thẩm quyền pháp lý, đã thu hút sự chú ý quốc tế đáng kể đến các vụ thảm sát 1965–1966 ở Indonesia và sự đồng lõa bị cáo buộc của các quốc gia phương Tây. Nó nhấn mạnh nhu cầu cấp thiết về sự thật, công lý, và hòa giải liên quan đến các sự kiện này. Kết luận của tòa án và phản ứng của các quốc gia bị cáo buộc cho thấy sự phức tạp của trách nhiệm lịch sử và cuộc đấu tranh không ngừng cho công lý của những người sống sót và các nhà hoạt động nhân quyền.

### Phim, Tài liệu, và Bảo tàng
Dưới thời Suharto, truyền thông bị kiểm duyệt chặt chẽ để trình bày một câu chuyện cụ thể về sự kiện năm 1965, đổ lỗi hoàn toàn cho Đảng Cộng sản Indonesia về bi kịch chính trị này. Đài truyền hình chính phủ TVRI hàng năm phát sóng bộ phim "Pengkhianatan G30S/PKI" (*Phản bội bởi Đảng Cộng sản Indonesia*) vào ngày 30 tháng 9. Đây là phiên bản sự kiện duy nhất được phép công khai.
Sau khi Suharto bị lật đổ, nhiều câu chuyện thay thế đã xuất hiện qua sách và phim. Bộ phim tài liệu "The Act of Killing" bao gồm các cuộc phỏng vấn với những người tham gia vào các vụ thảm sát, trong khi bộ phim đồng hành "The Look of Silence" theo chân một gia đình đau buồn cố gắng hiểu tại sao chuyện đó xảy ra và phơi bày cách những kẻ đứng sau các vụ thảm sát vẫn khoe khoang về những hành động tàn ác của họ trên camera.
Bộ phim "The Year of Living Dangerously", mô tả các sự kiện dẫn đến các vụ thảm sát, đã được phát hành quốc tế vào năm 1982 nhưng bị cấm chiếu ở Indonesia cho đến năm 2000.
Bảo tàng Pengkhianatan PKI (Komunis), hay "Bảo tàng Sự phản bội của Cộng sản", được thành lập tại Jakarta nhằm củng cố câu chuyện rằng Đảng Cộng sản Indonesia là những kẻ phản bội đáng bị tiêu diệt.

### Sách và Tiểu thuyết
Sách "Pretext for Mass Murder" của John Roosa truy tìm con đường lịch sử của sự kiện năm 1965, đưa ra nhiều diễn giải:
- Phong trào như một cuộc đảo chính của Đảng Cộng sản Indonesia.
- Phong trào như một cuộc nổi dậy của các sĩ quan cấp dưới.[33]
- Phong trào như một liên minh giữa các sĩ quan quân đội và Đảng Cộng sản Indonesia.[34]
- Phong trào như một âm mưu để hãm hại Đảng Cộng sản Indonesia..[35]

Roosa khám phá các tài liệu đã bị bỏ qua trước đó để tái tạo lại sự hỗn loạn xung quanh giai đoạn này trong lịch sử Indonesia.
Bộ tiểu thuyết "The Dancer" ("Ronggeng Dukuh Paruk") của Ahmad Tohari mô tả một cộng đồng làng quê bị cuốn vào cuộc cách mạng. Tiểu thuyết giới thiệu hai nhân vật chính, Srintil và Rasus, đứng ở hai đầu đối lập của cuộc cách mạng, phác thảo những hoàn cảnh đã đưa công chúng nông thôn vào các hoạt động cộng sản và tâm lý của những người được giao nhiệm vụ thực hiện các vụ giết người. Mặc dù bị kiểm duyệt một phần bởi trật tự mới, bộ ba tiểu thuyết cung cấp cái nhìn có giá trị từ cơ sở về cuộc đảo chính chống cộng và hậu quả của nó.
"Beauty is a Wound" (2002) của Eka Kurniawan kết hợp lịch sử vào châm biếm, bi kịch, và siêu nhiên để mô tả tình trạng của quốc gia trước, trong, và sau năm 1965. Tiểu thuyết tập trung vào các mối quan hệ cá nhân và các hồn ma cộng sản không thể yên nghỉ, cung cấp cái nhìn về nền kinh tế của Indonesia lúc đó.
"Black Water" (2016) của Louise Doughty khám phá các sự kiện năm 1965 từ góc nhìn của châu Âu, di chuyển giữa California và Indonesia. Viết từ góc nhìn của một người làm việc cho một công ty quốc tế, tiểu thuyết tập trung vào phản ứng của người nước ngoài đối với cuộc đảo chính hơn là cuộc đảo chính chính nó, đặc biệt là từ cộng đồng phóng viên nước ngoài.
"The Jakarta Method" (2020) của Vincent Bevins xây dựng trên công việc của ông cho The Washington Post, sử dụng các tài liệu mới được giải mật, nghiên cứu lưu trữ, và các cuộc phỏng vấn nhân chứng chính từ một tá quốc gia để tiếp tục khám phá và nâng cao nhận thức cộng đồng về di sản của các vụ thảm sát.